# Sava Dolinka
El Sava Dolinka es una cabecera del río Sava en el noroeste de Eslovenia. Los 45 km del   Sava Dolinka comienzan como el arroyo Nadiža en el valle de Planica bajo el Monte Zadnja Ponca en los Alpes Julianos, a una altura de 1222 m, cerca de la frontera italiana. El arroyo desaparece poco después de su origen y vuelve a aparecer después de 5 km a una altura de 842 m en Zelenci, cerca de Kranjska Gora. El Sava Dolinka fluye a través de Kranjska Gora, Gozd Martuljek, Jesenice, entre Bled y Breg, y pasa por la ciudad de Lesce. La primera de una serie de centrales hidroeléctricas en el río, la hidroeléctrica Moste (22,5 MW), se encuentra cerca de Žirovnica. Se fusiona con la segunda cabecera principal del Sava, el Sava Bohinjka, en Radovljica. Un afluente notable del Sava Dolinka es el Radovna, que fluye a través de la garganta Vintgar cerca de Bled. 